# Denise Grey
Denise Grey, pseudonimo di Jeanne Marie Laurentine Édouardine Verthuy (Châtillon, 17 settembre 1896 – Parigi, 13 gennaio 1996), è stata un'attrice italiana naturalizzata francese.

## Biografia
Nacque a Chaméran, frazione del comune di Châtillon in Valle d'Aosta, il 17 settembre 1896, figlia di Jacques-Laurent Verthuy (il cui cognome, originario di Chambave, è ancora oggi molto diffuso nella zona) e Madeleine Gard. In assenza del padre, all'estero per lavoro, la levatrice Madeleine Nourrissaz le impose allo stato civile i nomi Maria Giovanna Lorenzina Edoardina. Ebbe due sorelle: Marie Rose (1888-1979) e Marie Madeleine (1894-1894). 
A Châtillon iniziò a lavorare come venditrice e modella. Fu naturalizzata come cittadina francese il 13 luglio 1922, dopo essere entrata nel mondo dell'industria cinematografica con alcuni film muti negli anni dieci (si considera sua pellicola d'esordio il lungometraggio En famille, adattamento del romanzo Senza famiglia di Hector Malot, benché preceduto da alcuni cortometraggi). Successivamente fu cantante alle Folies Bergère e al cabaret La Pie qui Chante, quindi si dedicò all'attività teatrale, per riprendere la sua prolifica carriera di attrice cinematografica negli anni trenta recitando in innumerevoli pellicole.
Dopo aver avuto una figlia, Suzanne Grey (Neuilly-sur-Seine 28 giugno 1917 - Parigi 13 dicembre 2005), che diverrà anch'essa attrice, giunse alla fama negli anni quaranta con film quali Cameriere per signora (1940) accanto a Fernandel, Boléro (1942), L'Honorable Catherine (1942), Les caves du Majestic (1945) e Il diavolo in corpo (1947). Fu anche membro della Comédie-Française tra il 1944 e il 1946 e tra il 1957 e il 1958, insieme agli attori Jean-Louis Barrault e Madeleine Renaud.
Il passare degli anni sembra aver influito ben poco sulla sua carriera artistica. Per esempio, nel 1972, recitò nella serie televisiva francese Les Rois Maudits (I re maledetti), tratta dai romanzi storici di Maurice Druon. È particolarmente ricordata anche per la sua partecipazione ai film di culto Il tempo delle mele (1980) e Il tempo delle mele 2 (1982), nei quali dava volto a Poupette Valadier, l'eccentrica bisnonna della protagonista Vic, interpretata da Sophie Marceau; in tal modo entrò a far parte dell'ambiente culturale e sociale della generazione di adolescenti degli anni ottanta.
Nel 1986 incise il singolo Devenir vieux. Il suo ultimo lavoro cinematografico risale al 1991 quando, a 95 anni, recitò nel film Cin cin di Gene Saks, accanto a Marcello Mastroianni e a Julie Andrews.
Deceduta all'inizio del 1996 all'età di 99 anni, riposa accanto al marito Henri Bara nel cimitero di Arradon (dipartimento del Morbihan).

## Vita privata
Dal matrimonio con Henri Bara, che la lasciò vedova nel 1919, nacque una figlia, Suzanne Grey, anche lei attrice.

## Filmografia
- Mademoiselle Etchiko, regia di André Hugon (1913)
- Madame Rigadin, modiste, regia di Georges Monca (1914)
- Le Voyage de Corbillon, regia di Georges Monca (1914)
- En famille, regia di Georges Monca (1915)
- Document secret, regia di René Navarre (1916)
- Nemrod et Cie, regia di Maurice Mariaud (1916)
- Rigadin professeur de danse, regia di Georges Monca (1916)
- Les Bleus de l'amour, regia di Henri Desfontaines (1917)
- Honneur d'artiste, regia di Jean Kemm (1917)
- Jeunes Filles à marier, regia di Jean Vallée (1935)
- La Dame de Vittel, regia di Roger Goupillièrtes (1936)
- Trois Artilleurs au pensionnat, regia di René Pujol (1937)
- Trois Artilleurs à l'Opéra, regia de André Chotin (1938)
- L'avventuriero di Tolosa (Serge Panine), regia di Paul Schiller e Charles Méré (1938)
- Cameriere per signora (Monsieur Hector), regia di Maurice Cammage (1940)
- Boléro, regia di Jean Boyer (1941)
- Montmartre-sur-Seine, regia di Georges Lacombe (1941)
- Romance à trois, regia di Roger Richebé (1942)
- Il velo azzurro (Le Voile bleu), regia di Jean Stelli (1942)
- Des jeunes filles dans la nuit, regia di René Le Hénaff (1942)
- Retour en flamme, regia di Henri Fescourt (1942)
- L'Honorable Catherine, regia di Marcel L'Herbier (1942)
- Adieu Léonard, regia di Pierre Prévert (1943)
- Vingt-cinq ans de bonheur, regia di René Jayet (1943)
- La più bella avventura (L'Aventure est au coin de la rue), regia di Jacques Daniel-Norman (1943)
- Les caves du Majestic, regia di Richard Pottier (1944)
- Le Couple idéal, regia di Bernard Roland (1945)
- On demande un ménage, regia di Maurice Cam (1945)
- Madame et son flirt, regia di Jean de Marguenat (1945)
- L'Insaisissable Frédéric, regia di Richard Pottier (1945)
- L'Extravagante mission, regia di Henri Calef (1945)
- Etrange Destin, regia di Louis Cuny (1945)
- Six heures à perdre, regia di Alex Joffé e Jean Lévitte (1946)
- Coïncidences, regia di Serge Debecque (1946)
- Il diavolo in corpo (Le Diable au corps), regia di Claude Autant-Lara (1946)
- Et dix de der, regia di Robert Hennion (1947)
- Carré de valets, regia di André Berthomieu (1947)
- Une femme par jour, regia di Jean Boyer (1948)
- Bonheur en location, regia di Jean Wall (1948)
- La Ronde des heures, regia di Alexandre Ryder (1949)
- Tête blonde, regia di Maurice Cam (1949)
- Rome-Express, regia di Christian Stengel (1949)
- Mon ami Sainfoin, regia di Marc-Gilbert Sauvajon (1949)
- Pas de week-end pour notre amour, regia di Pierre Montazel (1949)
- Les Petites Cardinal, regia di Gilles Grangier (1950)
- Demain nous divorçons, regia di Louis Cuny (1950)
- Allo ! ...je t'aime, regia di André Berthomieu (1952)
- La Tournée des grands ducs, regia di André Pellenc (1952)
- Art. 519 codice penale, regia di Leonardo Cortese (1953)
- El Torero, regia di René Wheeler (1953)
- Rasputin (Raspoutine), regia di Georges Combret (1953)
- Il dormitorio delle adolescenti (Dortoir des grandes), regia di Henri Decoin (1953)
- Les corsaires du Bois de Boulogne, regia di Norbert Carbonnaux (1953)
- Il peccato di Giulietta (Julietta), regia di Marc Allégret (1953)
- Le Père de Mademoiselle, regia di Marcel L'Herbier (1953)
- Il seduttore, regia di Franco Rossi (1954)
- Escalier de service, regia di Carlo Rim, nell'episodio: Les Béchard (1954)
- Mia moglie non si tocca (Le Printemps, l'automne et l'amour), regia di Gilles Grangier (1954)
- Fantaisie d'un jour, regia di Pierre Cardinal (1954)
- Il montone a cinque zampe (Le Mouton à cinq pattes), regia di Henri Verneuil (1954)
- Poisson d'avril, regia di Gilles Grangier (1954)
- La Villa Sans-Souci, regia di Maurice Labro (1955)
- La Rue des bouches peintes, regia di Robert Vernay (1955)
- Sylviane de mes nuits, regia di Marcel Blistène (1956)
- L'auberge en folie, regia di Pierre Chevalier (1956)
- Une nuit aux Baléares, regia di Paul Mesnier (1956)
- Mitsù, peccatrice ingenua (Mitsou ou Comment l'esprit vient aux filles...), regia di Jacqueline Audry (1956)
- A piedi... a cavallo... in automobile (À pied, à cheval et en voiture), regia di Maurice Delbez (1957)
- Scuola di spie (Carve Her Name with Pride), regia di Lewis Gilbert (1957)
- La Peau de l'ours, regia di Claude Boissol (1957)
- Le Tombeur, regia di René Delacroix (1957)
- Police judiciaire, regia di Maurice de Canonge (1957)
- Mimi Pinson, regia di Robert Darène (1957)
- C'est la faute d'Adam, regia di Jacqueline Audry (1957)
- À pied, à cheval et en spoutnik, regia di Jean Dréville (1958)
- Capitan Uragano (Bomben auf Monte Carlo), regia di Georg Jacoby (1959)
- Psicanalista per signora (Le Confident de ces dames), regia di Jean Boyer (1959)
- Le Panier à crabes, regia di Joseph Lisbona (1960)
- La francese e l'amore (La Française et l'amour), regia di Christian-Jaque, nell'episodio Il divorzio (1960)
- La pappa reale (La Bonne soupe), regia di Robert Thomas (1963)
- Pas de caviar pour tante Olga, regia di Jean Becker (1965)
- La Maison de campagne, regia di Jean Girault (1969)
- Hello Goodbye, regia di Jean Négulesco (1970)
- Ma chi mi ha fatto questo bebè? (Mais qui donc m'a fait ce bébé?), regia di Michel Gérard (1971)
- Il tempo delle mele (La Boum), regia di Claude Pinoteau (1980)
- Il tempo delle mele 2 (La Boum 2), regia di Claude Pinoteau (1982)
- N'oublie pas ton père au vestiaire, regia di Richard Balducci (1982)
- En cas de guerre mondiale je file à l'étranger, regia di Jacques Ardouin (1982)
- Le Voleur de feuilles, regia di Pierre Trabaud (1983)
- Le Gaffeur, regia di Serge Pénard (1985)
- Les Saisons du plaisir, regia di Jean-Pierre Mocky (1988)
- Cin cin, regia di Gene Saks (1991)

## Riconoscimenti
- Premio César
  - 1982 – Candidatura alla miglior attrice non protagonista per Il tempo delle mele 2
- Nastro d'argento
  - 1987 – Nastro d'argento europeo

## Doppiatrici italiane
- Laura Carli in Il tempo delle mele, Il tempo delle mele 2
- Franca Dominici in Scuola di spie
- Lydia Simoneschi in Psicanalista per signora